# Der Schwimmer (1981)
Der Schwimmer (Originaltitel: მოცურავე Mozurawe) ist ein sowjetisches Filmdrama von Irakli Kwirikadse aus dem Jahr 1981.
Die Handlung des Films basiert auf einer wahren Begebenheit. Zu Beginn des 20. Jahrhunderts durchschwamm ein Engländer den Ärmelkanal und stellte damit einen Weltrekord für die längste Schwimmstrecke auf. Diese sensationelle Nachricht erreichte Batumi, wo Durmishkhan Dumbadze lebte, der sich durch seine außergewöhnliche körperliche Stärke auszeichnete und dieses Ereignis zum Anlass nahm den Rekordversuch zu wagen.

## Handlung
Der Protagonist des Films, der Schwimmer Anton Dumbadze, erzählt die Geschichte der Leistungsschwimmerfamilie Dumbadze aus Batumi: Großvater Durmishkhan und Vater Domenty. Durmishkhan, der zunächst im Hafen von Batumi als Taucher Schiffe von Muscheln und Algen gereinigt hatte, war von Batumi nach Poti geschwommen. Doch keiner wollte glauben, dass ein Niemand aus Batumi es mit Thomas Winston aufnehmen könnte, der den Ärmelkanal durchschwommen hatte. Enttäuscht von der Gleichgültigkeit der Öffentlichkeit gegenüber seinem Rekordversuch beginnt Durmishkhan zu trinken, läuft in betrunkenem Zustand in einen Eisenbahntunnel und wird von einem Zug überfahren.
Domenty, der im sowjetischen Georgien regelmäßig Schwimmwettbewerbe ausgerichtet hat, wollte den Erfolg seines Vaters wiederholen, aber wurde zum Ziel von Repressionen des Stalin-Regimes, nachdem er von seinem Freund Odyssei Meskhi, ebenfalls Schwimmer, denunziert wurde. Dieser wollte Domentys Schwester Lala entführen und sich seines Konkurrenten entledigen. Nachdem Domenty Dumbadze am Vorabend seines Rekordversuchs verhaftet wurde, weil sein Sohn eine Büste von Stalin in ein Aquarium hat fallen lassen, heiraten Meskhi und Lala, während der kleine Anton als Waise aufwächst.
Viele Jahre später arbeitet ein Regisseur an einem Dokumentarfilm über die Familie Dumbadze. Anton arbeitet inzwischen als Organisator von Kulturveranstaltungen in Tbilisi. Obwohl er nicht annähernd über die sportlichen Qualitäten seines Vaters und Großvaters verfügt, erklärt er sich bereit, den Rekordversuch seines Großvaters und Vaters zu wiederholen und von Batumi nach Poti zu schwimmen.

## Hintergrund
Der Film imitiert teilweise einen Dokumentarfilm (in dem die Ereignisse von einer Stimme im Hintergrund kommentiert werden) und teilweise einen Stummfilm, in dem die Szenen von der Stimme des Erzählers begleitet werden.
Als der Film 1981 in der Sowjetunion erstmals vorgestellt wurde, fand er beim Ministerium wenig Zustimmung. Es wurden wilde Anschuldigungen erhoben, dass es in dem Film um die Erniedrigung des sowjetischen Menschen ginge, dass die Menschen vor der Revolution „schön“ waren, „wie Halbgötter“, dass sie jeden ihrer Träume erfüllen könnten, was bei der heutige Generation nicht so wäre. Der Regisseur war gezwungen, mehrere Episoden aus dem Film herauszuschneiden. Darunter war eine Szene, in der Kinder eine Stalinbüste in ein Aquarium werfen und darüber lachen, dass Fische an dem Anführer vorbeischwimmen, was Kvirikadze aus seinen Kindheitserinnerungen übernommen hat.

## Produktion und Veröffentlichung
Am 13. März 1983 wurde der Film das erste Mal im zweiten Programm des Fernsehens der DDR gezeigt. In der Bundesrepublik wurde der Film am 24. September 1989 im Fernsehsender West 3 ausgestrahlt.
Die Originalfassung des Films wurde 1989 restauriert.

## Rezeption
„Герой сопоставляет свою бессмысленную жизнь с великим примером жизни предков и возвращается на тот путь, который начертали его генетические и духовные предшественники. От природы, будучи неповоротливым и неуклюжим, Антон все же проявляет волю и проплывает, наконец, марафонскую дистанцию, воплощая в жизнь заветную мечту деда и отца.“ (Der Held vergleicht sein sinnloses Leben mit dem großartigen Beispiel des Lebens seiner Vorfahren und kehrt auf den Weg zurück, den seine genetischen und spirituellen Vorgänger vorgezeichnet haben. Von Natur aus ungeschickt und tollpatschig, zeigt Anton dennoch den Willen und schwimmt schließlich die Marathondistanz und verwirklicht damit den gehegten Traum seines Großvaters und Vaters.)
Alexander Fedorow schrieb über den Film: „Das Meer, beleuchtet vom Gold der untergehenden Sonnenscheibe. Und zwischen den Wellen schwebt ein Mann mit einer widerspenstigen Mähne aus lockigem Haar und einem brennenden Blick, der seine kräftigen Arme stetig ausstreckt. Das ist Dumirshkhan (Elguja Burduli) – der Held des Films von Irakli Kvirikadze. „Der Schwimmer“ ist eine bizarre Verflechtung von Slapstick und Drama, Farce und Tragödie, ironischer Stilisierung und dokumentarischer Genauigkeit. Entweder in monochromatischem Blau oder in Rosa erscheinen Bilder vom Leben in einer der Küstenstädte Georgias zu Beginn des 20. Jahrhunderts auf der Leinwand. Die Geschichte des unerkannten Weltrekords im Marathonschwimmen im offenen Meer wird von den Autoren mit traurigem Humor erzählt, mit Schmerz über das Schicksal einer außergewöhnlichen Persönlichkeit, die nie Anerkennung finden konnte.“